# IJshockey op de Olympische Winterspelen 1998
IJshockey is een van de sporten die beoefend werden tijdens de Olympische Winterspelen 1998 in Nagano.

## Heren

### Voorronde

#### Groep A
| datum       | tijd  | land       | score | land       |
| ----------- | ----- | ---------- | ----- | ---------- |
| 7 februari  | 16:00 | Kazachstan | 5 - 3 | Italië     |
| 7 februari  | 16:00 | Oostenrijk | 2 - 2 | Slowakije  |
| 8 februari  | 14:00 | Oostenrijk | 5 - 5 | Kazachstan |
| 8 februari  | 18:00 | Slowakije  | 4 - 3 | Italië     |
| 10 februari | 14:00 | Kazachstan | 4 - 3 | Slowakije  |
| 10 februari | 18:00 | Italië     | 5 - 2 | Oostenrijk |

|   | land       | Gs | W | G | V | F  | A  | Ptn |
| - | ---------- | -- | - | - | - | -- | -- | --- |
| 1 | Kazachstan | 3  | 2 | 1 | 0 | 14 | 11 | 5   |
| 2 | Slowakije  | 3  | 1 | 1 | 1 | 9  | 9  | 3   |
| 3 | Italië     | 3  | 1 | 0 | 2 | 11 | 11 | 2   |
| 4 | Oostenrijk | 3  | 0 | 2 | 1 | 9  | 12 | 2   |

#### Groep B
| datum       | tijd  | land        | score | land        |
| ----------- | ----- | ----------- | ----- | ----------- |
| 7 februari  | 20:00 | Japan       | 1 - 3 | Duitsland   |
| 7 februari  | 20:00 | Wit-Rusland | 4 - 0 | Frankrijk   |
| 9 februari  | 14:00 | Wit-Rusland | 8 - 2 | Duitsland   |
| 9 februari  | 18:00 | Japan       | 2 - 5 | Frankrijk   |
| 10 februari | 14:00 | Japan       | 2 - 2 | Wit-Rusland |
| 10 februari | 18:00 | Frankrijk   | 0 - 2 | Duitsland   |

|   | land        | Gs | W | G | V | F  | A  | Ptn |
| - | ----------- | -- | - | - | - | -- | -- | --- |
| 1 | Wit-Rusland | 3  | 2 | 1 | 0 | 14 | 4  | 5   |
| 2 | Duitsland   | 3  | 2 | 0 | 1 | 7  | 9  | 4   |
| 3 | Frankrijk   | 3  | 1 | 0 | 2 | 5  | 8  | 2   |
| 4 | Japan       | 3  | 0 | 1 | 2 | 5  | 10 | 1   |

### Plaatsingsronde

#### 13e en 14e plaats
| datum       | tijd  | land  | score | land       |
| ----------- | ----- | ----- | ----- | ---------- |
| 12 februari | 12:00 | Japan | 4 - 3 | Oostenrijk |

#### 11e en 12e plaats
| datum       | tijd  | land      | score | land   |
| ----------- | ----- | --------- | ----- | ------ |
| 12 februari | 16:00 | Frankrijk | 5 - 1 | Italië |

#### 9e en 10e plaats
| datum       | tijd  | land      | score | land      |
| ----------- | ----- | --------- | ----- | --------- |
| 12 februari | 20:00 | Duitsland | 4 - 2 | Slowakije |

### Hoofdronde

#### Groep C
| datum       | tijd  | land     | score | land       |
| ----------- | ----- | -------- | ----- | ---------- |
| 13 februari | 14:45 | Tsjechië | 3 - 0 | Finland    |
| 13 februari | 18:45 | Rusland  | 9 - 2 | Kazachstan |
| 15 februari | 13:45 | Rusland  | 4 - 3 | Finland    |
| 15 februari | 18:45 | Tsjechië | 8 - 2 | Kazachstan |
| 16 februari | 14:45 | Finland  | 8 - 2 | Kazachstan |
| 16 februari | 18:45 | Rusland  | 2 - 1 | Tsjechië   |

|   | land       | Gs | W | G | V | F  | A  | Ptn |
| - | ---------- | -- | - | - | - | -- | -- | --- |
| 1 | Rusland    | 3  | 3 | 0 | 0 | 15 | 6  | 6   |
| 2 | Tsjechië   | 3  | 2 | 0 | 1 | 12 | 4  | 4   |
| 3 | Finland    | 3  | 1 | 0 | 2 | 11 | 9  | 2   |
| 4 | Kazachstan | 3  | 0 | 0 | 3 | 6  | 25 | 0   |

#### Groep D
| datum       | tijd  | land             | score | land             |
| ----------- | ----- | ---------------- | ----- | ---------------- |
| 13 februari | 14:45 | Zweden           | 4 - 2 | Verenigde Staten |
| 13 februari | 18:45 | Canada           | 5 - 0 | Wit-Rusland      |
| 14 februari | 14:45 | Verenigde Staten | 5 - 2 | Wit-Rusland      |
| 14 februari | 18:45 | Canada           | 3 - 2 | Zweden           |
| 16 februari | 13:45 | Canada           | 4 - 1 | Verenigde Staten |
| 16 februari | 18:45 | Zweden           | 5 - 2 | Wit-Rusland      |

|   | land             | Gs | W | G | V | F  | A  | Ptn |
| - | ---------------- | -- | - | - | - | -- | -- | --- |
| 1 | Canada           | 3  | 3 | 0 | 0 | 12 | 3  | 6   |
| 2 | Zweden           | 3  | 2 | 0 | 1 | 11 | 7  | 4   |
| 3 | Verenigde Staten | 3  | 1 | 0 | 2 | 8  | 10 | 2   |
| 4 | Wit-Rusland      | 3  | 0 | 0 | 3 | 4  | 15 | 0   |

### Kwartfinales
| datum       | tijd  | land     | score | land             |
| ----------- | ----- | -------- | ----- | ---------------- |
| 18 februari | 14:45 | Tsjechië | 4 - 1 | Verenigde Staten |
| 18 februari | 14:45 | Rusland  | 4 - 1 | Wit-Rusland      |
| 18 februari | 18:45 | Canada   | 4 - 1 | Kazachstan       |
| 18 februari | 18:45 | Finland  | 2 - 1 | Zweden           |

### Halve Finales
| datum       | tijd  | land     | score | land    |
| ----------- | ----- | -------- | ----- | ------- |
| 20 februari | 14:45 | Tsjechië | 2 - 1 | Canada  |
| 20 februari | 18:45 | Rusland  | 7 - 4 | Finland |

### Bronzen Finale
| datum       | tijd  | land    | score | land   |
| ----------- | ----- | ------- | ----- | ------ |
| 21 februari | 15:15 | Finland | 3 - 2 | Canada |

### Finale
| datum       | tijd  | land     | score | land    |
| ----------- | ----- | -------- | ----- | ------- |
| 22 februari | 13:45 | Tsjechië | 1 - 0 | Rusland |

### Eindrangschikking
| Goud | Zilver | Brons | 4 |
| Tsjechië Josef Beránek Jan Čaloun Jiří Dopita Roman Hamrlík Dominik Hašek Milan Hejduk Jaromír Jágr František Kučera Robert Lang David Moravec Pavel Patera Libor Procházka Martin Procházka Robert Reichel Martin Ručinský Vladimír Růžička Jiří Šlégr Richard Šmehlík Martin Straka Jaroslav Špaček Petr Svoboda                            | Rusland Pavel Boere Valeri Boere Michail Sjtalenkov Aleksej Goesarov Aleksej Jasjin Dmitri Joesjkevitsj Aleksej Zjamnov Aleksej Zjitnik Valeri Kamenski Darius Kasparaitis Andrej Kovalenko Igor Kravtsjoek Sergej Krivokrasov Boris Mironov Dmitri Mironov Aleksej Morozov Sergej Nemtsjinov German Titov Andrej Trefilov Valeri Zelepoekin Sergej Gontsjar Sergej Fjodorov    | Finland Teemu Selänne Aki Berg Tuomas Grönman Raimo Helminen Sami Kapanen Saku Koivu Jari Kurri Janne Laukkanen Jere Lehtinen Juha Lind Jyrki Lumme Jarmo Myllys Mika Nieminen Janne Niinimaa Teppo Numminen Ville Peltonen Kimmo Rintanen Ari Sulander Esa Tikkanen Kimmo Timonen Antti Törmänen Juha Ylönen | Canada Patrick Roy Ray Bourque Al MacInnis Rob Blake Adam Foote Éric Desjardins Chris Pronger Scott Stevens Eric Lindros Joe Nieuwendyk Theo Fleury Wayne Gretzky Keith Primeau Joe Sakic Rod Brind'Amour Brendan Shanahan Shayne Corson Mark Recchi Rob Zamuner Trevor Linden Steve Yzerman |
| 5 | 6 | 7 | 8 |
| Zweden Tommy Salo Tommy Albelin Calle Johansson Nicklas Lidström Mattias Norström Marcus Ragnarsson Ulf Samuelsson Mattias Öhlund Daniel Alfredsson Mikael Andersson Ulf Dahlén Peter Forsberg Andreas Johansson Jörgen Jönsson Patric Kjellberg Mats Lindgren Michael Nylander Mikael Renberg Tomas Sandström Mats Sundin Niklas Sundström   | Verenigde Staten John Vanbiesbrouck Mike Richter Chris Chelios Brian Leetch Gary Suter Derian Hatcher Kevin Hatcher Mathieu Schneider Keith Carney Bryan Berard Mike Modano Bill Guerin Brett Hull Pat LaFontaine Jeremy Roenick John LeClair Keith Tkachuk Doug Weight Jamie Langenbrunner Adam Deadmarsh Tony Amonte Joel Otto                                                | Wit-Rusland Aleksandr Aleksejev Aleksandr Andrijevski Vadim Bekboelatov Sergej Jerkovitsj Aleksandr Galtsjenjoek Aleksej Kaljoezjny Viktor Karatsjoen Oleg Chmyl Andrej Kovaljov Aleksej Lozjkin Igor Matoesjkin Andrej Mezin Vasili Pankov Oleg Romanov Oleg Antonenko Jevgeni Rosjtsjin Roeslan Salej Aleksandr Sjoemidoeb Andrej Skabelka Sergej Stas Vladimir Tsyplakov Edoeard Zankovjets Aleksandr Zjoerik | Kazachstan Vladimir Antipin Michail Borodoelin Pjotr Devjatkin Igor Dorochin Dmitri Doedarjev Vadim Glovatski Pavel Kamentsev Aleksandr Koresjkov Jevgeni Koresjkov Oleg Krjazjev Igor Nikitin Andrej Ptsjeljakov Erlan Sagymbajev Andrej Savenkov Konstantin Sjafranov Aleksandr Sjimin Andrej Sokolov Vitali Tregoebov Aleksej Trosjtsjinski Vitali Jeremejev Vladimir Zavjalov Igor Zemljanoj |
| 9 | 10 | 11 | 12 |
| Duitsland Olaf Kölzig Josef Heiß Klaus Merk Mirko Lüdemann Erich Goldmann Uwe Krupp Markus Wieland Daniel Kunce Brad Bergen Jochen Molling Lars Brüggemann Peter Draisaitl Jan Benda Mark MacKay Reemt Pyka Jochen Hecht Benoît Doucet Stefan Ustorf Thomas Brandl Andreas Lupzig Dieter Hegen Jürgen Rumrich Marco Sturm                     | Slowakije Peter Bondra Zdeněk Cíger Jozef Daňo Ivan Droppa Oto Haščák Branislav Jánoš Stanislav Jasečko Ľubomír Kolník Roman Kontšek Miroslav Mosnár Igor Murín Ján Pardavý Róbert Petrovický Vlastimil Plavucha Peter Pucher Karol Rusznyák Ľubomír Sekeráš Roman Stantien Róbert Švehla Ján Varholík Ľubomír Višňovský                                                        | Frankrijk Richard Aimonetto Pierre Allard Stéphane Barin Philippe Bozon Arnaud Briand Karl DeWolf Serge Djelloul Roger Dubé Gregory Dubois Jean-Christophe Filippin Laurent Gras François Gravel Christobal Huet Jean-Philippe Lemoine Anthony Mortas Robert Ouellet Denis Perez Serge Poudrier Christian Pouget François Rozenthal Maurice Rozenthal Jonathan Zwikel                                            | Italië Christopher Bartolone Chad Biafore Patrick Brugnoli Mario Brunetta Markus Brunner Joe Busillo Mario Chitarroni Mike De Angelis Dino Felicetti Stephan Figliuzzi Leo Insam Maurizio Mansi Stefano Margoni Bob Nardella Robert Oberrauch Gaetano Orlando Martin Pavlu Roland Ramoser Mike Rosati Lawrence Rucchin Lucio Topatigh Bruno Zarrillo                                             |
| 13 | 14 | | |
| Japan Kiyoshi Fujita Yuji Iga Dusty Imoo Shinichi Iwasaki Matthew Kabayama Tatsuki Katayama Yutaka Kawaguchi Makoto Kawahira Takayuki Kobori Atsuo Kudo Ryan Kuwabara Hiroshi Matsuura Hiroyuki Miura Akihito Sugisawa Takayuki Miura Tsutsumi Otomo Toshiyuki Sakai Kunihiko Sakurai Steven Tsujiura Shin Yahata Takeshi Yamanaka Chris Yule | Oostenrijk Christoph Brandner Claus Dalpiaz Reinhard Divis Herbert Hohenberger Martin Hohenberger Dieter Kalt jr. Wolfgang Kromp Norm Krumpschmid Michael Lampert Dominic Lavoie Engelbert Linder Rick Nasheim Christian Perthaler Patrick Pilloni Andreas Pusnik Gerhard Pusnik Gerald Ressmann Mario Schaden Thomas Searle Martin Ulrich Gerhard Unterluggauer Simon Wheeldon | | |

## Dames

### Voorronde
| datum       | tijd  | land             | score  | land             |
| ----------- | ----- | ---------------- | ------ | ---------------- |
| 8 februari  | 12:00 | Finland          | 6 - 0  | Zweden           |
| 8 februari  | 16:00 | Japan            | 0 - 13 | Canada           |
| 8 februari  | 20:00 | Verenigde Staten | 5 - 0  | China            |
| 9 februari  | 12:00 | Japan            | 1 - 11 | Finland          |
| 9 februari  | 16:00 | Verenigde Staten | 7 - 1  | Zweden           |
| 9 februari  | 20:00 | Canada           | 2 - 0  | China            |
| 11 februari | 12:00 | Canada           | 5 - 3  | Zweden           |
| 11 februari | 16:00 | Japan            | 1 - 6  | China            |
| 11 februari | 20:00 | Verenigde Staten | 4 - 2  | Finland          |
| 12 februari | 12:00 | China            | 3 - 1  | Zweden           |
| 12 februari | 16:00 | Japan            | 0 - 10 | Verenigde Staten |
| 12 februari | 20:00 | Canada           | 4 - 2  | Finland          |
| 14 februari | 12:00 | Japan            | 0 - 5  | Zweden           |
| 14 februari | 16:00 | Finland          | 6 - 1  | China            |
| 14 februari | 20:00 | Verenigde Staten | 7 - 4  | Canada           |

|   | land             | Gs | W | G | V | F  | A  | Ptn |
| - | ---------------- | -- | - | - | - | -- | -- | --- |
| 1 | Verenigde Staten | 5  | 5 | 0 | 0 | 33 | 7  | 10  |
| 2 | Canada           | 5  | 4 | 0 | 1 | 28 | 12 | 8   |
| 3 | Finland          | 5  | 3 | 0 | 2 | 27 | 10 | 6   |
| 4 | China            | 5  | 2 | 0 | 3 | 10 | 15 | 4   |
| 5 | Zweden           | 5  | 1 | 0 | 4 | 10 | 21 | 2   |
| 6 | Japan            | 5  | 0 | 0 | 5 | 2  | 45 | 0   |

### Bronzen Finale
| datum       | tijd  | land    | score | land  |
| ----------- | ----- | ------- | ----- | ----- |
| 17 februari | 14:00 | Finland | 4 - 1 | China |

### Finale
| datum       | tijd  | land             | score | land   |
| ----------- | ----- | ---------------- | ----- | ------ |
| 17 februari | 18:00 | Verenigde Staten | 3 - 1 | Canada |

### Eindrangschikking
| Goud | Zilver | Brons |
| Verenigde Staten Chris Bailey Laurie Baker Alana Blahoski Lisa Brown Karyn Bye Colleen Coyne Sara DeCosta Tricia Dunn Cammi Granato Katie King Shelley Looney Sue Merz Allison Mleczko Tara Mounsey Vicki Movsessian Angela Ruggiero Jenny Schmidgall Sarah Tueting Gretchen Ulion Sandra Whyte | Canada Jennifer Botterill Thérèse Brisson Cassie Campbell Judy Diduck Nancy Drolet Lori Dupuis Danielle Goyette Geraldine Heaney Jayna Hefford Becky Kellar Kathy McCormack Karen Nystrom Lesley Reddon Manon Rhéaume Laura Schuler Fiona Smith France St-Louis Vicky Sunohara Hayley Wickenheiser Stacy Wilson | Finland Sari Fisk Kirsi Hänninen Satu Huotari Marianne Ihalainen Johanna Ikonen Sari Krooks Emma Laaksonen Sanna Lankosaari Katja Lehto Marika Lehtimäki Riikka Nieminen Marja-Helena Pälvilä Tuula Puputti Karoliina Rantamäki Tiia Reima Katja Riipi Päivi Salo Maria Selin Liisa-Maria Sneck Petra Vaarakallio |
| 4 | 5 | 6 |
| China Chen Jing Dang Hong Diao Ying Gong Ming Guo Hong Guo Lili Guo Wei Huo Lina Li Xuan Liu Chunhua Liu Hongmei Lu Yan Ma Jinping Ma Xiaojun Sang Hong Wang Wei Xu Lei Yang Xiuqing Zhang Jing Zhang Lan                                                                                       | Japan Miharu Araki Shiho Fujiwara Akiko Hatanaka Mitsuko Igarashi Yoko Kondo Akiko Naka Maiko Obikawa Yuka Oda Yukari Ohno Chie Sakuma Ayumi Sato Masako Sato Rie Sato Satomi Ono Yukio Satomi Aki Sudo Yuki Togawa Aki Tsuchida Haruka Watanabe Naho Yoshimi                                                   | Zweden Annica Åhlén Lotta Almblad Gunilla Andersson Kristina Bergstrand Pernilla Burholm Susanne Ceder Ann-Louise Edstrand Joa Elfsberg Åsa Elfving Anne Ferm Lotta Göthesson Linda Gustafsson Malin Gustafsson Erika Holst Åsa Lidström Ylva Lindberg Tina Månsson Pia Morelius Maria Rooth Therese Sjölander    |

## Medaillespiegel
| rang | land             | goud | zilver | brons | totaal |
| ---- | ---------------- | ---- | ------ | ----- | ------ |
| 1    | Tsjechië         | 1    | 0      | 0     | 1      |
| 1    | Verenigde Staten | 1    | 0      | 0     | 1      |
| 3    | Canada           | 0    | 1      | 0     | 1      |
| 3    | Rusland          | 0    | 1      | 0     | 1      |
| 5    | Finland          | 0    | 0      | 2     | 2      |
|      |                  | 2    | 2      | 2     | 6      |

Antwerpen 1920 · 
Chamonix 1924 · 
St. Moritz 1928 · 
Lake Placid 1932 · 
Garmisch-Partenkirchen 1936 · 
St. Moritz 1948 · 
Oslo 1952 · 
Cortina d'Ampezzo 1956 · 
Squaw Valley 1960 · 
Innsbruck 1964 · 
Grenoble 1968 · 
Sapporo 1972 · 
Innsbruck 1976 · 
Lake Placid 1980 · 
Sarajevo 1984 · 
Calgary 1988 · 
Albertville 1992 · 
Lillehammer 1994 · 
Nagano 1998 · 
Salt Lake City 2002 · 
Turijn 2006 · 
Vancouver 2010 · 
Sotsji 2014 · 
Pyeongchang 2018 · 
Peking 2022

Lijst van olympische medaillewinnaars
Alpineskiën · Biatlon · Bobsleeën · Curling · Freestyleskiën · Kunstrijden · Langlaufen · Noordse combinatie · Rodelen · Schaatsen · Schansspringen · Shorttrack · Snowboarden · IJshockey